# 7549 Вудард
7549 Вудард (7549 Woodard) — астероїд головного поясу, відкритий 9 жовтня 1980 року.
Тіссеранів параметр щодо Юпітера — 3,224.